# Липпинкотт, Сара Джейн
Сара Джейн Липпинкотт (англ. Sara Jane Lippincott, урождённая Кларк (англ. Clarke); 23 сентября 1823, Помпи, Нью-Йорк — 20 апреля 1904, Нью-Рошелл, Нью-Йорк) — американская писательница, поэтесса, детская писательница, журналистка, редактор, педагог, аболиционистка и борец за права женщин; известна также под псевдонимом Грейс Гринвуд (англ. Grace Greenwood). Одна из первых женщин, получивших доступ к пресс-галереям Конгресса США; активно использовала это, чтобы поднимать острые социальные вопросы, связанные с дискриминацией женщин в Соединённых Штатах.

## Биография
Сара Джейн Кларк родилась 23 сентября 1823 года в городе Помпи в штате Нью-Йорк в Соединённых Штатах Америки в семье доктора Таддеуса Кларка (англ. Dr. Thaddeus C. Clarke; 1770—1854) и Деборы Бейкер Кларк (англ. Deborah Baker Clarke; ок. 1791—1874).

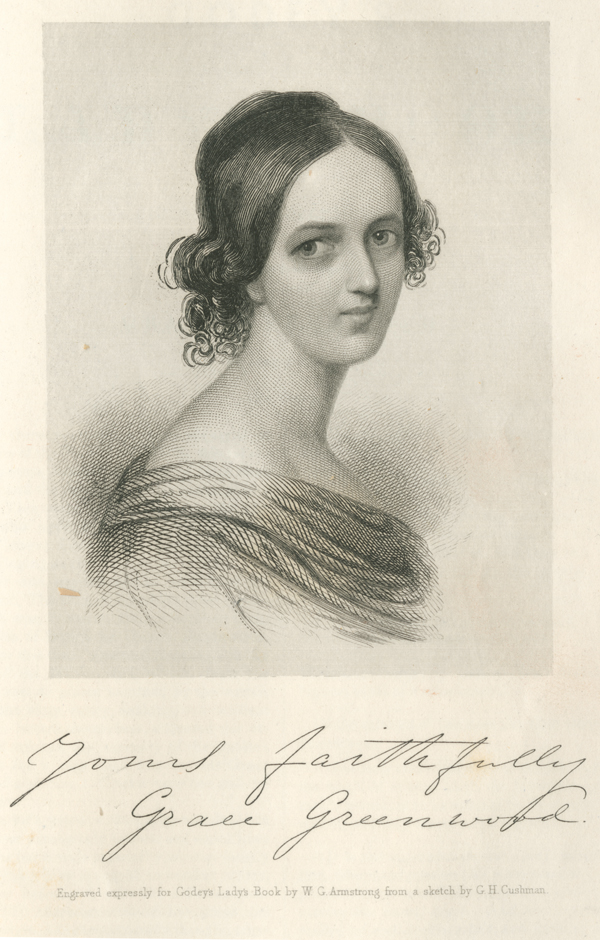
Сара Джейн в юности

В десятилетнем возрасте она продемонстрировала редкое бесстрашие освоив верховую езду лошадь без помощи седла. В возрасте двенадцати лет она пошла в школу в Рочестере и жила со своим старшим братом. В её образовании не было ничего примечательного: она изучала итальянский язык, алгебру, математический анализ, английскую и французскую историю и уже в то время стало очевидно, что литература была её призванием. Уже в шестнадцатилетнем возрасте она писала «свежие, пикантные» статьи в местные газеты.
В 1842 году семья Кларков переехала в Нью-Брайтон (Пенсильвания), где её отец работал врачом и который Сара Джейн считала своим домом до конца жизни. Там она посещала Институт Гринвуда, женскую школу-интернат, что, предположительно, повлияло на выбранный ею псевдоним. В девятнадцать лет она оставила Гринвуд.
В 1844 году она привлекла внимание страны стихотворением, опубликованным в «New-York Mirror». Вскоре она начала писать под псевдонимом Грейс Гринвуд. Самые ранние произведения Липпинкотт были в виде стихов и детских рассказов, которые она публиковала в местных газетах. Затем она публиковалась в «Home Journal» и других литературных журналах, как под своим именем, так и под псевдонимом. В октябре 1849 года «Godey's Lady's Book» назвала её помощником редактора, а позднее она стала редактором периодического печатного издания «Godey's Dollar Newspaper».
Несколько лет её летним домом был Нью-Брайтон, а зимой она жила в Филадельфии, Вашингтоне или Нью-Йорке. Липпинкотт стала первой «женщиной-корреспондентом» в Вашингтоне начав свою работу в этом направлении с писем в филадельфийскую газету в 1850 году. В том же году многие из её ранних набросков и писем были собраны и переизданы «Ticknor & Fields» под названием «Greenwood Leaves».

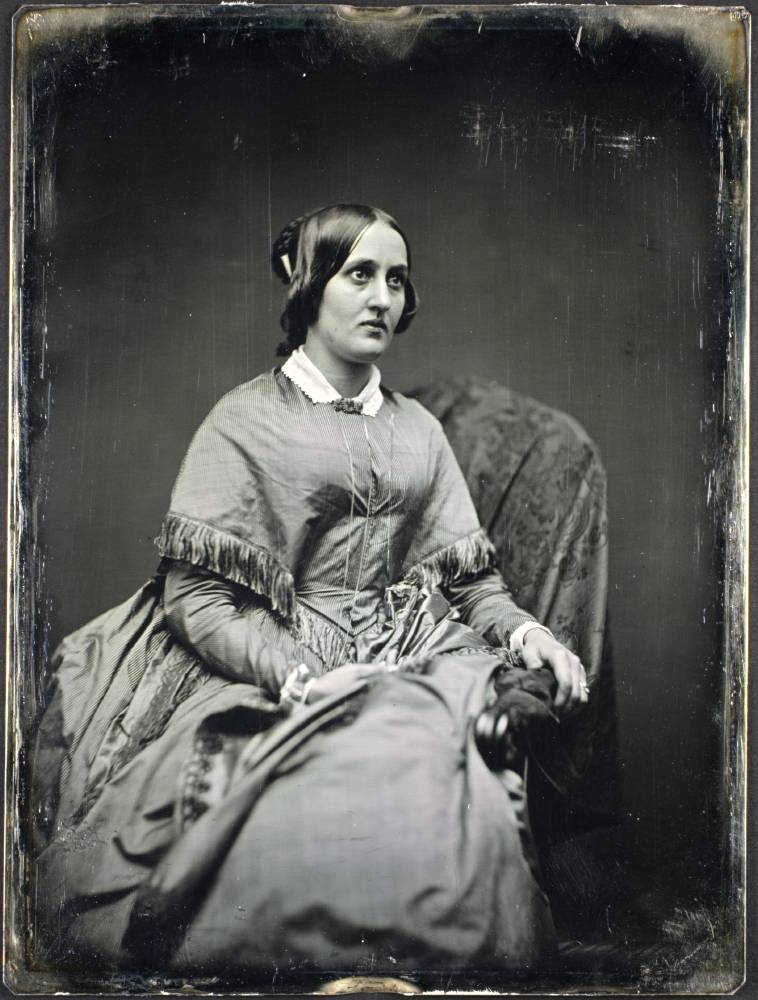
Липпинкотт (~ 1850)

Позже Гринвуд стала корреспондентом журнала «The Saturday Evening Post». Она была очень уважаемым журналистом и постоянно выступала за реформу роли и прав женщин. Она присоединилась к еженедельной аболиционистской газете «The National Era» и редактировала сериализованную оригинальную версию «Хижины дяди Тома» Гарриет Бичер-Стоу, а также писала колонки, путевые письма и статьи. Её стойкие аболиционистские взгляды способствовали продолжающимся национальным спорам.
Поэзия Липпинкотт привлекла большое внимание критиков после публикации сборника «Стихи» в 1851 году, который включал страстные стихотворения и ссылки на её интимные отношения с Анной Филлипс (англ. Anna Phillips), что свидетельствует о принятии ей интимной однополой любви. В том же году она опубликовала «Историю моих домашних животных». Американская художница София Готорн писала, что её муж, писатель Натаниэль Готорн, считал её «лучшей детской книгой, которую он когда-либо видел».
В 1853 году Сара Джейн Липпинкотт совершила свой первый визит в Европу по заданию «The New York Times», став первой женщиной-репортёром в платежной ведомости «Таймс». Она провела за границей немногим более года, который (в посвящении дочери в одной из своих детских книг) она называет «золотым годом своей жизни». Её отчеты о путешествиях были хорошо приняты читателями; переписка была собрана сразу после её возвращения и опубликована под заголовком «Случаи и неудачи турне по Европе» (англ. «Haps and Mishaps of a Tour in Europe»). По возвращении она также совершала частые экскурсии в Калифорнию, сочиняя яркие описания своих путешествий. Осенью 1855 года она опубликовала «Веселую Англию» (англ. Merrie England), первую из серии книг о зарубежных путешествиях для детей.

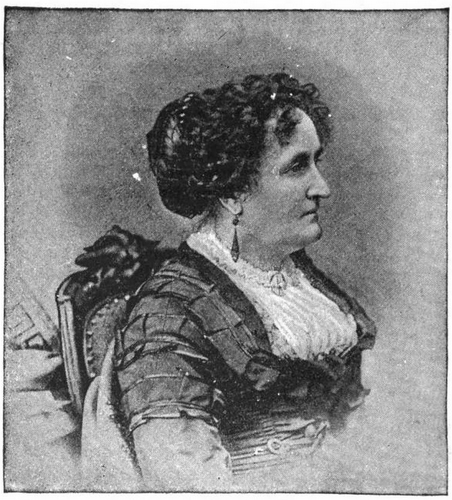
Липпинкотт (1889)

Зарекомендовав себя как эксперт по литературным темам, Липпинкотт читала много лекций до и во время Гражданской войны в США о своей аболиционистской позиции и других социальных проблемах, таких как реформа тюрем и а также отмена смертной казни. Во время войны Липпинкотт читала лекции солдатам и на санитарных ярмарках Санитарной комиссии США. Президент Авраам Линкольн называл её «Грейс Гринвуд-патриот». Однако права женщин стали основным предметом её выступлений, особенно после окончания войны. Ее сочинения этого периода были переизданы в «Записях пяти лет» (1867). К 1870-м годам Липпинкотт писала в основном для «Нью-Йорк Таймс». Её статьи были сосредоточены в основном на женских проблемах, таких как защита права Фанни Кембл носить брюки, права Сьюзан Б. Энтони голосовать и права всех женщин на получение равной оплаты за равный труд.
Брак Липпинкотт не стал счастливым супружеским союзом. После того, как её муж бежал из Соединенных Штатов в 1876 году, чтобы избежать судебного преследования за незаконное присвоение государственных средств, Липпинкотт осталась в США, продолжила писать и возобновила чтение лекций, чтобы прокормить себя и свою дочь, которая готовилась к карьере на театральной сцене.

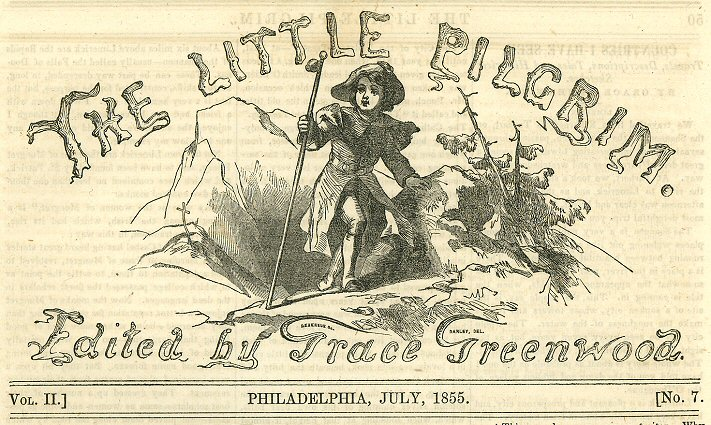
The Little Pilgrim masthead (1855)

К 1879 году Сара Джейн Липпинкотт жила в Лондоне, переехав в Европу со своей дочерью. В течение десяти лет, предшествовавших этому, она проделала большую работу и добилась признания в журналистике, главным образом в статьях, присланных из Вашингтона в «Нью-Йорк Трибьюн» и «Нью-Йорк Таймс» по национальным и политическим вопросам, которые она освещала в патриотическом духе, демонстрируя необычайное знание политической истории и построения принципов и тактики двух основных противоборствующих партий Соединенных Штатов. Она также опубликовала в «New York Times» и ведущем калифорнийском журнале несколько серий писем из Европы, в основном из британской столицы. Она работала в «London Journal», а также написала биографию: «Королева Виктория: ее детство и женственность» (1883). В 1887 году она вернулась в США и продолжила работу. В 1895 году она жила с дочерью на Капитолийском холме и работала над книгой «Воспоминания о Вашингтоне».
Позже Сара Джейн Липпинкотт переехала с дочерью в нью-йоркский пригород Нью-Рошелл, где умерла 20 апреля 1904 года от бронхита и была похоронена на Кладбище Гроув в Нью-Брайтоне. Её некролог был напечатан на первой полосе «New York Times».